# أشجع المحاربين
أشجع المحاربين (بالإنجليزية: Bravest Warriors)‏ هي سلسلة رسوم متحركة كندية-أمريكية، فكرة بيندليتون وارد مبتكر وقت المغامرة، ومن إخراج بريهن بيرنز. المسلسل من إنتاج فريديراتور ستوديوز ويعرض على قناة (Cartoon Hangover) على يوتيوب.
تدور السلسلة التي تقع أحداثها سنة 3085 حول أربعة أبطال مراهقين يجولون الكون لإنقاذ فضائيين جذابيين وعوالمهم باستخدام قوة المشاعر. بدأ عرض السلسلة على قناة (Cartoon Hangover) التابعة لفريديراتور ستوديوز على موقع يوتيوب يوم 8 نوفمبر عام 2012. تستند السلسلة على البرنامج القصير راندوم! كارتونز الذي تم بثه 10 يناير 2009. نشرت استديوهات بووم! كتاب قصص مصورة مقتبس عن السلسلة في 24 أكتوبر 2012.

## الأصوات النسخة العربية
- مي سليم: بيث
- وائل منصور: كريس
- أحمد زاهر: داني
- رامز جلال: والو
- درة (ممثلة): جينا، بلوم

## وصلات خارجية
- أشجع المحاربين على موقع IMDb (الإنجليزية)
- أشجع المحاربين على موقع كينوبويسك (الروسية)
- أشجع المحاربين على موقع قاعدة بيانات الفيلم (الإنجليزية)

- Cartoon Hangover على يوتيوب